# Рат у Абхазији (1998)
Рат у Абхазији 1998. године водио се у Гали округу на истоку Абхазије, након што су етнички Грузијци покренули побуну против Абхазијске сецесионистичке владе. Сукоб се понекад назива Шест дана рата у Абхазији међутим у то име се узима у обзир само Абхазијска офанзива између 20. и 26. маја, док непријатељства и побуњенички напади су већ почели 18. маја.

## Позадина
Након престанка непријатељстава, током које су снаге Абхазије успоставиле контролу над готово целом територијом Абхазије (са изузетком горњег дела Кодори долине), 14. маја 1994. године грузијска и абхазијска страна су потписале у Москви споразум о прекиду ватре и раздвајању снага. На основу овог документа и накнадном одлуком Савета шефова држава у зони сукоба од јуна 1994. године постављене су Колективно мировне снаге, чији је задатак био да се одржи режим не-наставка ватре.
Током периода између 1994. и 1997. године, неколико десетина хиљада етничких Грузијаца (мегрели) који су побегли током рата у своја места пребивалишта у Гали округу и нису учествовали у борбама су се вратили својим кућама. Абхазијске власти су се сложиле да се врате под притиском међународне заједнице. Поред тога, пре рата, велика већина локалног становништва су етнички Грузијци (Мегрелианс), и са њиховим одласком локална привреда је опала. Питање повратка грузијских избеглица у другим областима Абхазије за неколико година није решена на званичном нивоу.
Министарство унутрашњих послова Абхазије је утврдило да су скоро сви запослени имали искуство борбе и да нису имали довољно снаге да контролишу целу територију Гали округа и да су били приморани да се фокусирају на обезбеђењу Окружног центра за Гали. Јединица оружаних снага Абхазије практично није било.
Након повлачења грузијских трупа са територије Гали округа, уз активну подршку великог дела локалног становништва су повремено настављане субверзивне активности против Абхаске милиције у којима су учествовали бивши припадници грузијске милиције и официри Абхаске Аутономне Републике (у Грузији) Министарства унутрашњих послова. Званичници грузијских власти су их звали "герилци" и нагласиле да сами сносе одговорност за своје поступке на било који начин. Све своје снаге током времена, грузијске оружане групе су почеле да врше притисак на положаје колективних мировних снага, покушавајући да их деморалишу и да се одрекну пуног остварења својих функција. У недостатку довољне снаге да успоставе контролу над територијом Гали округа, њихове групе дестабилизују ситуацију и подривају мировни процес.
Највећи герилска формација обучена у камповима за обуку на територији Грузије, постала је "Бела Легија" (командант Зураб Самушиа, следбеник Гамсахурдија). Непосредно пре догађаја из маја 1998. године настало је још један одред - "Шумска браћа" (Командант Дато Шенгелиа, бивши члан "Мхедрионија"). У априлу 1998. године, активност грузијских партизанских група значајно се повећала. Са агентима је успостављен систем надзора у целој области где они прате сва кретања представника власти Абхазије и постављају заседе, мине, бомбе против одређених појединаца или оклопних возила која припадају "црној листи". Акције грузијских партизанских група су биле координиране и уско повезане са грузијским Министарством државне безбедности (МГБ). Целокупна територија Гали округа већ у марту 1998. године, је условно подељена у осам посебних подручја одговорности субверзивних група. Користећи предности пасивности, грузијске јединице распоређене су за креирање базе података, утврђивање зграда, наоружавање локалног становништва. У неколико локалитета су истакнуте грузијске националне заставе. У ствари, под контролом грузијских снага показали су се на целој територији Гали округа.
Дана 6. маја 1998. године, Абхазијске оружане снаге су пребачене у стање високе приправности, након што је постало јасно да је Врховни савет Абхазије у егзилу прешао из Тбилисија у Зугдиди и распоређени у Зугдиди округу, поред реке Ингури (заправо грузијско-абхаске границе), њихове милиције ("агенција за спровођење закона"). Према речима представника власти Абхазије, око 300 грузијских милитаната (партизана) напало је Гали округ, и почели припреме за субверзивне акције великих размера. Према Абхазијским изворима, они су радили са локалним становништвом Грузије (посебно женама и децом), позивајући их да привремено напусте своје домове и уточиште у случају наставка сукоба.

## Рат
Дана 18. маја је дошло до напада на огранке Абхазијске милиције у селу Репи у Гали округу, у којем је убијено 17 полицајаца. Према абхаским изворима, средином маја, постало је познато да су "Бела Легија" и "Шумска браћа" уз подршку интерних трупа у Грузији планирала да на Дан независности Грузије, 26. маја да отргну Гали округ од Републике Абхазије и да на место у Гали округу такозване Аутономне Републике Абхазије доведу на чело Тамаза Надареишвилија. Након пријема ове информације, руководство Абхазије је одлучило да покрене операцију на елиминацији грузијских оружаних снага у Гали округу. Према грузијским изворима, снаге Абхазије су 20. маја ушле у Гали округ и бројале око 1.500 вјника, са тенковима Т-55 и Т-72 оклопних транспортера и артиљеријских оруђа. Грузијски милитанати, наоружани са ручним бацачима и лаким оружјем, задржали су одбрану на унапред припремљеним положајима, уз активну подршку артиљерије и оклопних возила грузијског МУП-а. Најжешће борбе су се водиле за заузимање Хумушкурија, Горњи Баргиап, Сид и Саберио (Хидроелектрана на Ингури). Борбе су трајале шест дана.

### Абхаска офанзива
Рано ујутру 20. маја, резервисти у источној групи војника (ХБВ) у вези са специјалним снагама Министарства одбране, безбедности и МУП-а извршиле су напад на села Хумушкур и Сид. Операција је била под командом замјеника министра одбране, команданта Источне групе снага пуковника В. Ануа. На прилазима села Хумушкур потом су се састали са линијом одбране у дубини, а након жестокх борби су били приморани да се повуку. Друга група, уништавање непријатељске групе на периферији Сиде, заузела је село.
Као резултат ове операције и касније истраге утврђено је да је у свим местима у Гали округу (осим за град Гали и Чурбухњи), створена утврђења са инжењерских објеката. Укупан број бранитеља, према обавештајним, проценама, достигао је 2.000. У вези са овим постојала је потреба за војне операције великих размера. Министарство одбране Абхазије, формирало је под руководством и командном месту министра одбране В. Миканба, у седишту Источне групе војника (Очамчира) - поставља на командно место у Гали округу - генерал-мајора Г. Агрба - Помоћник министра одбрана, генерал-мајор В. Аршба - начелник Генералштаба, генерал-мајора М. Кишмарија - војног повјереника, пуковника А. Тарбеса - Председавајући Савета безбедности, пуковник В. Лагвилава - заменик министра унутрашњих послова, пуковника Владимира Ануа - заменик.
Због избијања непријатељстава Грузијски министар одбране Давид Тевзадзе 21. маја разговарао је у Зугдиди са командантом колективних мировних снага генералом С. Кутијом. У међувремену, грузијске војне снаге, Министарство унутрашњих послова и гранична служба је стављена у стање пуне борбене готовости. Истог дана, делегација Абхазије стигла је у Тбилиси на разговоре са грузијским руководством.
Дана 22. маја на ванредном састанку Координационог савета (основан 1997. године у оквиру преговора у Женеви) странке одобрен је нацрт који обавезује Абхазију да се повуче из Гали округа по заједничком протоколу, и Грузије - да зауставе нападе герилских група у округу. Према речима стручњака, постало је индиректно признање чињенице да су грузијске власти у извесној мери имале контролу акција паравојних група.
У међувремену, ујутру 22. маја Абхазијске снаге су наставиле офанзиву у неколико праваца. Током прве фазе ове операције је био потиснут отпор у селима Тшир, Хумушкур, Сашамугио, Горњи Баргиап и Тагилони. До краја линије коју су држале предње границе 24. маја се Горњи Баргиап и Сабутбаио су ставиле под контролу. Од почетка велике операције Абхазијске грузијске герилске групе су команданту грузијских снага председнику Едуарду Шеварднадзеу апеловале да упути оклопна возила да уђу у Гали дистрикт и да започне свеобухватни рат против Абхазије. Али председник и министар спољних послова Грузије је одбио њихове молбе. На хитни захтев председника Шеварднадзеа, руски министар одбране Игор Сергејев, командант колективних мировних снага наложио је да се обезбеди заштита мирног грузијског становништва, слично као иу 1993. години који су приморани да побегну од борби.
Док су снаге Абхазије настављале офанзиву, у Гагри су са стране посредовали Специјални представник Генералног секретара УН Л. Бота и команданта колективних мировних снага С. Коробко о прекиду ватре и почетку преговора.
Дана 24. маја, грузијски министар безбедности и чланови врховног савета одбране на затвореном састанку у Зугдиди, разговарали су о развоју ситуације. Истовремено, Канцеларија главног тужиоца Грузије је званично најавила да борбама на територији Гали округа неће учествовати никакве снаге редовне грузијске војске. У периоду од 23. маја до 26. маја на територији Дистрикта јединица 1. бригаде грузијских унутрашњих снага, послате су у Гали округ, али је касније министар одбране Дејвид Тевзадзе рекао да је то питање одржавања "безбедности коридора" за цивиле и избеглице.
Дана 25. маја, Грузија и Абхазија су потписале "Протокол о прекиду ватре, слабљењу оружаних снага и заштитних мера за спречавање употребе силе" ("Протокол из Гагре"), према којем се Грузија обавезала да "предузме ефикасне мере за сузбијање акција пенетрације у Абхазији терористичких и субверзивних група, наоружаних група и лица", а Абхазија - да спречи незакониту употребу силе против цивилног становништва у Гали округу". Према споразуму, примирје је ступило на снагу од 06:00 часова 26. маја, а затим је потребно да почне да се повуку зараћене стране, али су снаге Абхазије наставила операције до 15:00 часова 26. маја и преузеле контролу над готово читавим подручјем Гали округа. Око тридесет хиљада цивила поново је приморано да напусте своје домове и побегну у Зугдиди, на територију под контролом Грузије.

## Губици
Према подацима Завода за главног тужиоца Грузије, грузијска страна је изгубила 17 погинулих војника и 35 цивила, 6 људи је нестало, 24 рањено и 56 заробљено. Абхазијски губици су процењени на 600 мртвих и стотине повређених. Према подацима ИТАР-ТАСС-а, добијених из Зугдиди округа Грузије, по ступању на снагу споразума о прекиду ватре, Абхазијске наоружане групе почеле су да пале празне куће у селима Отобаија, Тагилони, Горњи Баргеби, Набакеви, Дихазурга, Сабља. Према тужиоцу Грузије, све куће су спаљене, укупно 1695.
Према подацима Абхазије, структуре власти Абхазије су имале губитке од 8 убијених, 20рањених, док су грузијски губици износили око 150 погинулих и рањених.